# Helleia marchica
Helleia marchica är en fjärilsart som beskrevs av Hans-Joachim Hannemann 1928. Helleia marchica ingår i släktet Helleia och familjen juvelvingar. Inga underarter finns listade i Catalogue of Life.